# Michael Silkeit

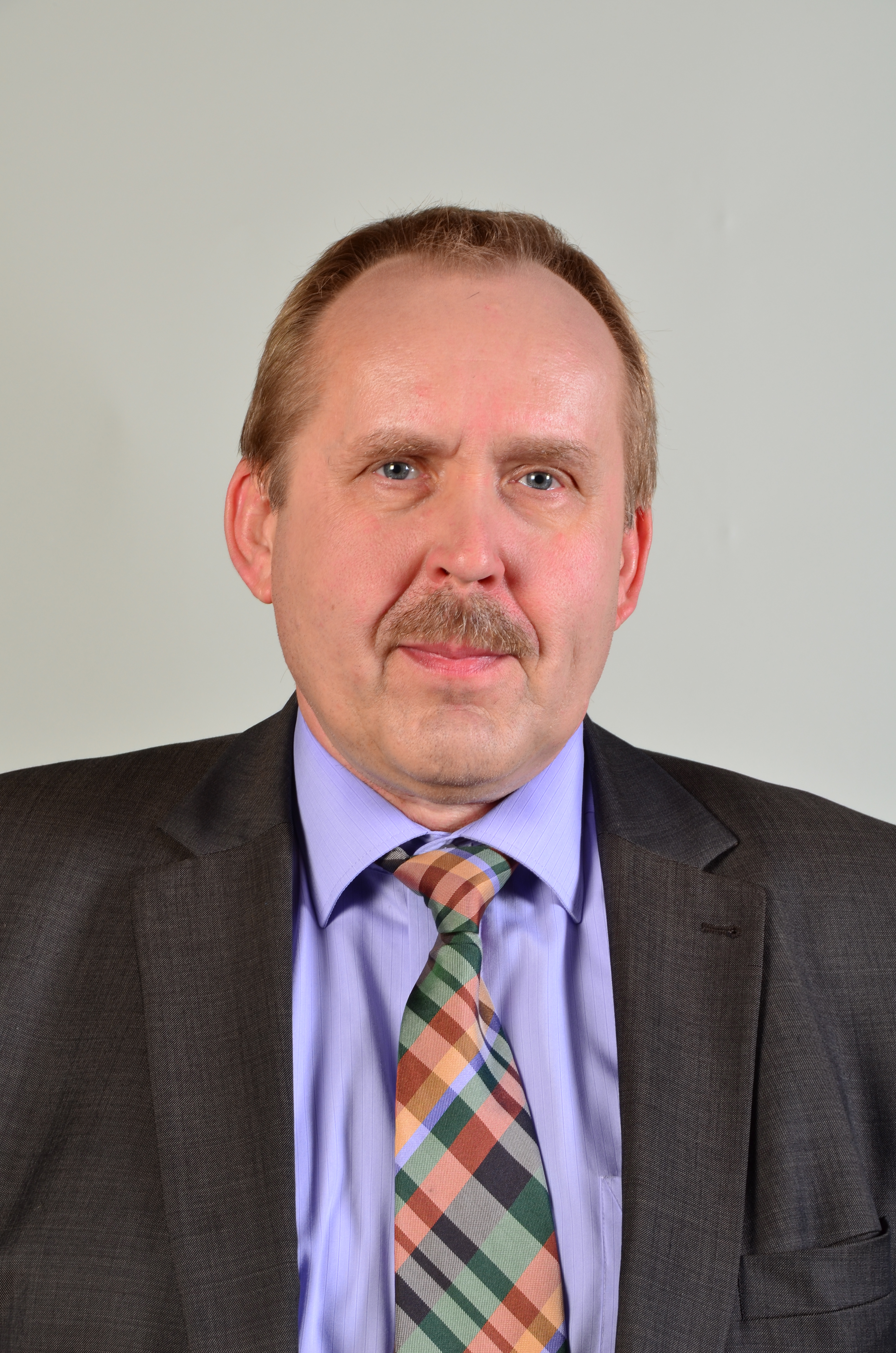
Michael Silkeit (2013).

Michael Silkeit (* 23. November 1959 in Wismar) ist ein deutscher Gewerkschafter und Politiker (CDU). Er war von 2011 bis 2016 Abgeordneter im Landtag Mecklenburg-Vorpommern.

## Leben
Michael Silkeit studierte an der NVA-Offiziershochschule Löbau und BWL an der Ingenieurhochschule Wismar. Seit 1983 ist er als Polizeibeamter tätig.
Nach der Wende engagierte er sich beim Aufbau demokratischer Personalvertretungen in der Landespolizei. Seit 1990 war er freigestelltes Mitglied im Hauptpersonalrat der Polizei im Innenministerium. Gleichzeitig begann er sich beim Aufbau der Gewerkschaft der Polizei (GdP) zu engagieren. Seit 1990 war er stellvertretender Landesvorsitzender und seit 1992 Landesvorsitzender der GdP. Seit 1992 war er auch Mitglied im Bundesvorstand der GdP.
Michael Silkeit ist verheiratet und hat zwei Kinder.
Michael Silkeit konnte bei der Landtagswahl in Mecklenburg-Vorpommern 2011 zwar den Landtagswahlkreis Rostock III nicht direkt gewinnen, zog aber über die Landesliste ins Parlament ein.
Er ist seit 1993 ehrenamtlicher Richter am Oberverwaltungsgericht Greifswald.